# Mater ora filium
Mater ora filium (Moeder, bid voor je zoon)  is een compositie van Arnold Bax.
Hij schreef het werk voor a-capelladubbelkoor (gemengd) en het staat te boek als het moeilijkste koorwerk van Bax. In een passage zit een drie maten lang aangehouden toon voor de sopranen met dynaymiekaanduiding fortissimo. Hij zette de middeleeuwse tekst, terug te voeren naar een manuscript aanwezig in het eeuwenoude Balliol College, om naar een te zingen tekst voor dubbelkoor. Bax kreeg inspiratie voor dit koorwerk tijdens een concert waarbij een vijfstemmig mis van William Byrd werd uitgevoerd. Hij droeg het op aan Charles Kennedy Scott, befaamd koordirigent destijds onder andere van het Oriana Madrigal Society. Deze combinatie verzorgde dan ook de première op 13 november 1922. Musicoloog Edward Joseph Dent zag eigenlijk aan de hand van de partituur geen structuur in het werk, maar moest daar bij de uitvoering op terugkomen. Mater ora filium was drie keer te horen tijdens de Promsconcerten (1961, 1984, 1999).
De stemverdeling S, S, A, A, T, T, B, B.
Ook William Henry Bell schreef muziek onder de genoemde tekst.